# كولن غريغوري
كولن غريغوري (بالإنجليزية: Colin Gregory)‏ مواليد 28 يوليو 1903 في إنجلترا - الوفاة 10 يناير 1959 في إنجلترا، كان لاعب كرة مضرب بريطاني. كما أنه أحد أبطال الجراند سلام.

## النهائيات

### الفردي: الألقاب 1
| النتيجة | السنة | البطولة                       | الأرضية | المنافس في النهائي | النتيجة في النهائي |
| الفوز   | 1929  | بطولة أستراليا المفتوحة للتنس | عشبية   | ريتشارد شليزنجر    | 6–2, 6–2, 5–7, 7–5 |

## روابط خارجية
- كولن غريغوري على موقع رابطة محترفي التنس (الإنجليزية)
- كولن غريغوري على موقع الاتحاد الدولي لكرة المضرب (الإنجليزية)
- كولن غريغوري على موقع كأس ديفيز (الإنجليزية)
- كولن غريغوري على موقع خلاصة التنس.كوم (الإنجليزية)